# Monticello (Illinois)
Monticello ist eine Kleinstadt im Piatt County im US-Bundesstaat Illinois. Das U.S. Census Bureau hat bei der Volkszählung 2020 eine Einwohnerzahl von 5.941 ermittelt. Die Stadt ist Sitz der Countyverwaltung (County Seat).

## Geografie
Nach Angabe des United States Census Bureau hat die Stadt eine Gesamtfläche von 3,0 square miles, das entspricht (7,7 km²).

## Sehenswürdigkeiten
Eine Sehenswürdigkeit ist der der Stadt unmittelbar benachbarte Robert Allerton Park, hier befindet sich auch ein Konferenzzentrum der University of Illinois in Urbana-Champaign. Der Park ist nach einem reichen Privatmann benannt, der ihn anlegen ließ und mit Statuen schmückte. Die bekannteste Statue ist der im Zentrum des Parks befindliche „Sun Singer“.

## Geschichte

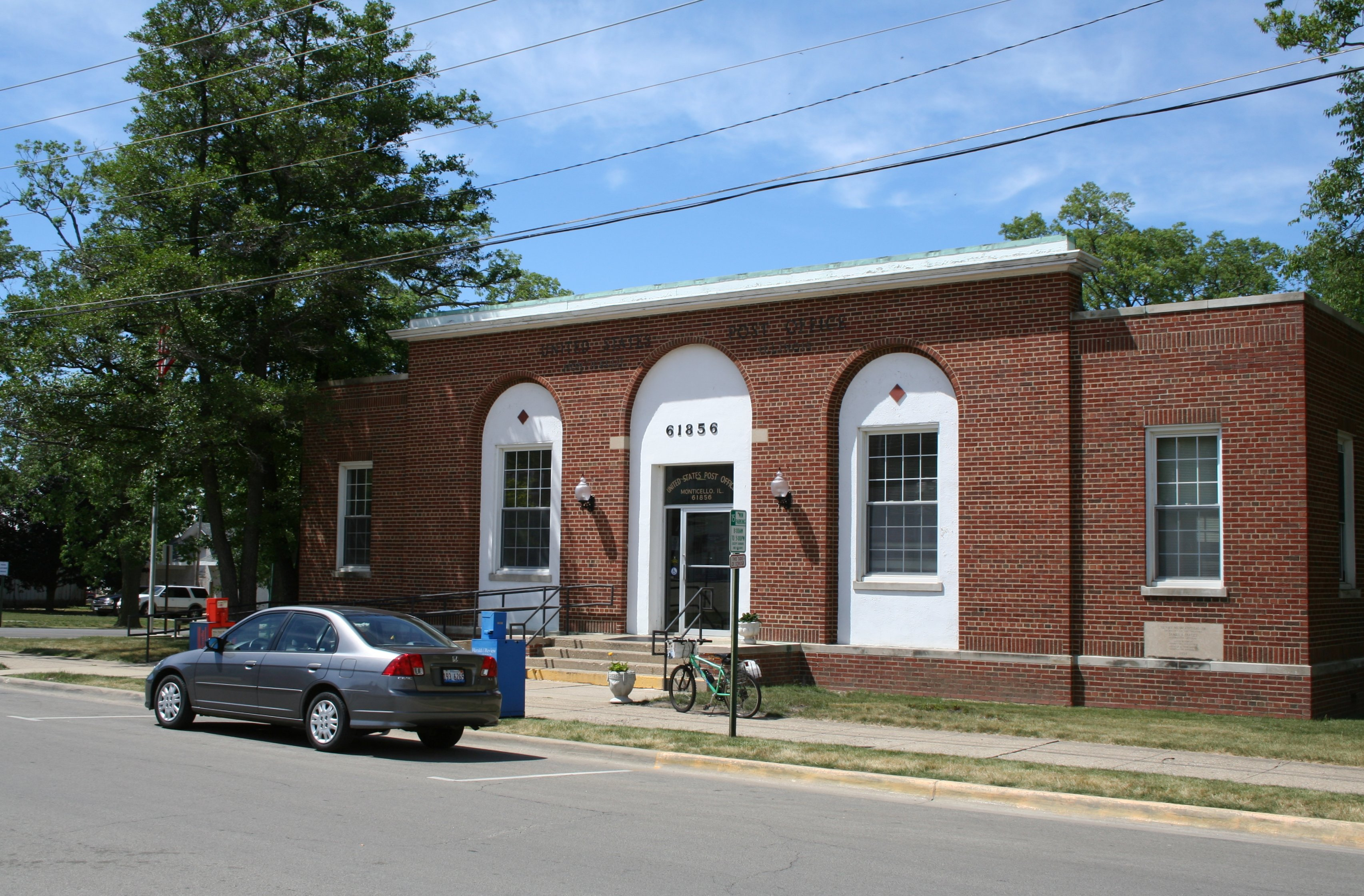
Monticello, Illinois Post Office

Der erste Siedler in Monticello war George Haworth im Jahre 1822, der als Verbindungsmann zu örtlichen Indianerstämmen tätig war. Der Beginn dauerhafter Ansiedlung fällt jedoch auf das Jahr 1829 und geht auf James A. Piatt zurück, nach dem später auch das County benannt wurde.
1837 kam es zur Entstehung der eigentlichen Stadt. Abraham Marquiss, William Barnes, James McReynolds, und James A. Piatt Jr. gründeten eine Aktiengesellschaft und erwarben Land von James A. Piatt. Nach dem Vorschlag McReynolds' zufolge wurde die Stadt nach dem Landsitz von Thomas Jefferson auf den Namen Monticello getauft. Das offizielle Gründungsdatum der Stadt ist der 1. Juli 1837, die Gründungsfeierlichkeiten fanden jedoch erst drei Tage später statt. Bereits am 27. Januar 1841 wurde das örtliche County mit Monticello als County-Sitz eingerichtet.

## Demografische Daten
2000 lebten in Monticello 5138 Menschen in 2146 Haushalten und 1446 Familien. Die Bevölkerungsdichte betrug 665,7 Einwohner/km². Es standen 2226 Wohngebäude mit einer durchschnittlichen Dichte von 288,4/km². Als Bevölkerungsteile ergaben sich im Zensus 99,01 % Weiße, 0,08 % Afroamerikaner, 0,14 % Urbevölkerung, 0,14 % Asiaten, 0,02 % Ozeanier, 0,08 % andere, sowie 0,54 % geteilter Abstammung. Hispanics bzw. Latinos hatten einen Anteil von 0,80 %.
Von den 2.146 Haushalten hatten 29,2 % im Haushalt lebende Kinder unter 18 Jahren. 58,4 % der Haushalte gehörten zu Eheleuten, 6,8 % zu alleinerziehenden Mütter, 32,6 % bildeten keine Familien. 29,7 % waren Single-Haushalte, bei 16,6 % handelte es sich um Single-Haushalte, dessen zugehörige Person älter als 65 Jahre war. Die durchschnittliche Haushaltsgröße betrug im Jahr 2000 2,34 und durchschnittliche Familiengröße 2,91 Personen.
Die Stadt zeigt eine ausgeglichene Altersstruktur mit relativ ähnlichen Anteilen der einzelnen Alterskohorten. Das Durchschnittsalter der Einwohner betrug 42 Jahre.

## Söhne und Töchter der Stadt
- Rolla C. McMillen (1880–1961), Politiker

- William Henry Babcock (1849–1916), Jurist, Schriftsteller und Poet